# Можжевёловый лес

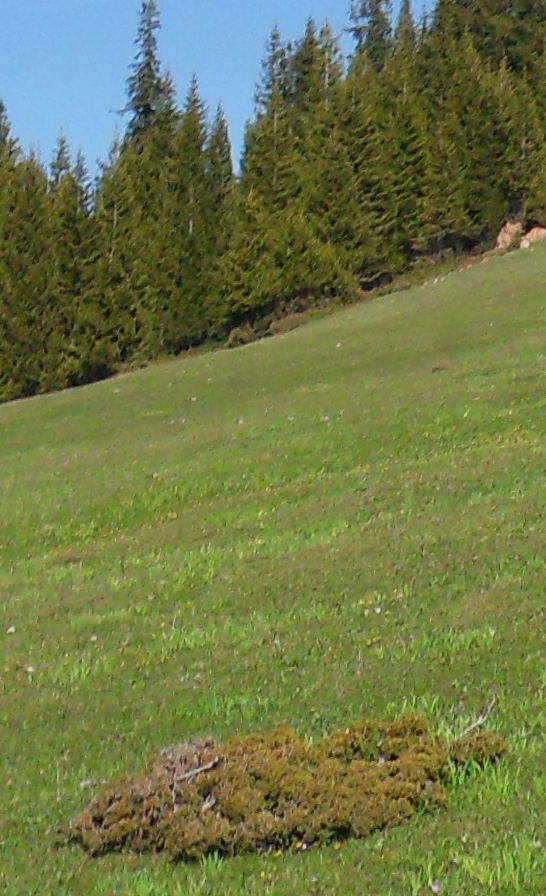
Опушка можжевёлового леса (Можжевельник полушаровидный)

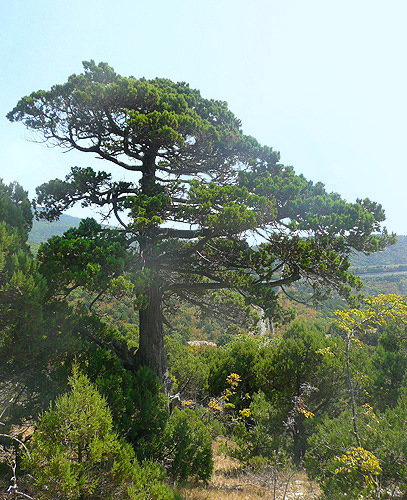
В можжевёловом редколесье

Можжевёловый лес (арчо́вый лес, арчо́вник) — лес, где главная лесообразующая порода — древовидные можжевельники. Это — вечнозелёные светлохвойные низкопродуктивные разрежённые леса. Как правило, арчовники произрастают на склонах гор, где формируются внутрипочвенные воды и селевые потоки, поэтому их средообразующее, водорегулирующее, водоохранное, почвозащитное и противоселевое значение очень высоки, они препятствуют обмелению горных рек и возникновению селевых потоков.

## Распространение
Распространены во всех сухих областях как умеренного пояса Северного полушария, так и горных тропических районов Центральной Америки, Азии и Африки от 70° с. ш. до 12° ю. ш., обычно являются чистыми насаждениями.
Крупные массивы можжевёловых лесов находятся:
- в горах Средней Азии на высоте 800—3100 м (665,4 тыс. га);
  - низкнегорные (800—2000 м) — преобладает можжевельник зеравшанский;
  - среднегорные (1400—2500 м) — можжевельник полушаровидный;
  - высокогорные (2500—3100 м) — древовидная форма можжевельника туркестанского;
  - субальпийские (3100—3700 м) — стланиковая форма можжевельника туркестанского;
- в горах Крыма и Кавказа до высоты 2100 м (35,7 тыс. га);
- на Тянь-Шане и Памире[2].

## Классификация по месту в рельефе
Главным фактором продуктивности, строения и возобновления арчовых лесов является рельеф местности, соответственно он является основой классификаций типов лесорастительных условий и типов леса. Различают следующие основные группы можжевёловых лесов:
- произрастающие на террасах, пологих и нижних участков покатых северных склонов, где в травяном ярусе преобладают разнотравно-мятликовые, разнотравно-луговые ассоциации;
- прирусловые — разнотравные;
- произрастающие на пологих и нижних участках покатых южных склонов — типчаково-пырейные, осоково-типчаковые;
- произрастающие на середине и наверху покатых северных склонов — разнотравно-мятликовые, разнотравно-типчаковые;
- произрастающие на гребнях и крутых северных склонах — мятликово-разнотравные, типчаковые;
- произрастающие на конусах выноса — редкотравно-ковыльно-полынные, эстрагоново-типчаковые;
- скальные.

Группы перечислены в порядке понижения плодородия почв и продуктивности древостоев.

## Возобновление
Способ возобновления в арчовниках не одинаков даже в пределах одного вида: у высокогорного можжевельника туркестанского — семенное и вегетативное возобновление, а в субальпийских насаждениях преобладает вегетативное. Прочие можжевёловые леса возобновляются только семенным способом. Наиболее благоприятны для подроста древостои с раскидистой ажурной кроной с сомкнутостью полога 0,4—0,6, расположенные на затенённых склонах. При уменьшении затенённости возобновление заметно ухудшается, на открытых местах подроста практически нет. В можжевёловых лесах смены пород практически не происходит из-за суровых условий местообитаний, биологической специфики и лесоводственных особенностей арчи (долголетие, медленный рост, светолюбие).